# Ваховський Іван Володимирович
Іва́н Володи́мирович Вахо́вський (1996—2022) — український військовослужбовець, бортінженер гелікоптера Мі-8, капітан (посмертно) Збройних Сил України, учасник російсько-української війни. Герой України (2024, посмертно).

## Життєпис
Народився у багатодітній родині у місті Броди Львівської області. Закінчив Харківський національний університет Повітряних сил імені Івана Кожедуба. Після випуску потрапив на службу у 16-ту окрему бригаду армійської авіації «Броди». Неодноразово брав участь у миротворчих місіях.
Був учасником АТО та ООС.
2021 року Іван саме повернувся з Африки, з Республіки Конго. Іван освідчився коханій дівчині, вони планували одружитися. Він вже купив будинок, машину та дуже хотів завести сім'ю.
Однак почалася повномасштабна війна. Офіцер захищав українське небо від ворогів, за що у березні його нагородили орденом Данила Галицького.

## Загибель
31 березня екіпаж вертольота Мі-8 намагався евакуювати з оточеного Маріуполя важкопоранених захисників міста. Гелікоптер збили російські окупанти. Загинув разом з командиром Юрієм Тимусем і штурманом Денисом Бадікою та після збиття гелікоптера поблизу м. Маріуполя в селищі Рибацькому. Івану було 25 років.
Залишилися мама Галина, брат Микола та наречена Ярина.
Посмертно старший лейтенант Ваховський нагороджений орденом Богдана Хмельницького ІІІ ступеня.
Похорон відбувся 27 травня 2024
12 травня 2025 року Президент України Володимир Зеленський вручив орден «Золота Зірка» членам родини Івана Ваховського. Під час заходу було повідомлено, що він «у лютому – березні 2022 року виконав 12 бойових вильотів, зокрема евакуював 19 поранених із Маріуполя. Тридцять першого березня у складі групи українських вертольотів здійснив бойовий виліт до оточеного заводу «Азовсталь». На зворотному шляху група потрапила під ворожий обстріл. Екіпаж, до складу якого входив Іван Ваховський, відволік вогонь на себе і врятував інші три вертольоти ціною свого життя...».